# Walec (skała)
Walec – skała w Lesie Zabierzowskim w obrębie miejscowości Kleszczów w województwie małopolskim, w powiecie krakowskim, w gminie Zabierzów. Las ten znajduje się na Garbie Tenczyńskim będącym jednym z mezoregionów Wyżyny Krakowsko-Częstochowskiej.
Walec to zbudowana z wapienia skalistego skała o wysokości 16 m. Jest obiektem wspinaczki skalnej. W latach 2010–2016 członkowie fundacji „Wspinka” przygotowali ją do wspinaczki oczyszczając skałę i montując na niej stałe punkty asekuracyjne. W 2020 r. na skale jest 21 dróg wspinaczkowych o trudności od III do VI.3+ w skali Kurtyki. Wszystkie mają asekurację: ringi (r) i stanowiska zjazdowe (st) (tylko na krótkich odcinkach niektórych dróg wspinaczka tradycyjna).

## Drogi wspinaczkowe
1. Wylękniony bluźnierca; III-, 3r + sz
2. Walczyk; III+, 3r + sz
3. Walcowa półdepresja; III, 5r + sz
4. Walcowa depresja; IV-, 6r + sz
5. Walcowa depresja wprost; VI-, 7r + sz
6. Kawalcada; VI-, 6r + sz
7. Wieszczący palec; VI, 6r + sz
8. Walhallec; VI.2, 6r + sz
9. Walcower; VI.3, 7r + sz
10. Walcownia zgniatacz; VI.3+/4, 7r + sz
11. Walca o ogień; VI.3/3+, 7r + sz
12. Kompanie braci; VI.3, 7r + sz
13. Waltzing Matilda; VI, 7r + sz
14. Christoph Waltz; VI.1, 7r + sz
15. Walec angielski; VI-, 6r + sz
16. Walec wiedeński; VI-, 6r + sz
17. Dłuższe wycie malca; V+, trad. + 4r + sz
18. Wycie malca; V+, trad. + 4r + sz
19. Caterpillar; VI.1, 4r + sz
20. Kaj-tech; VI-, 4r + sz
21. Komatsu; III; 4r + sz[4].

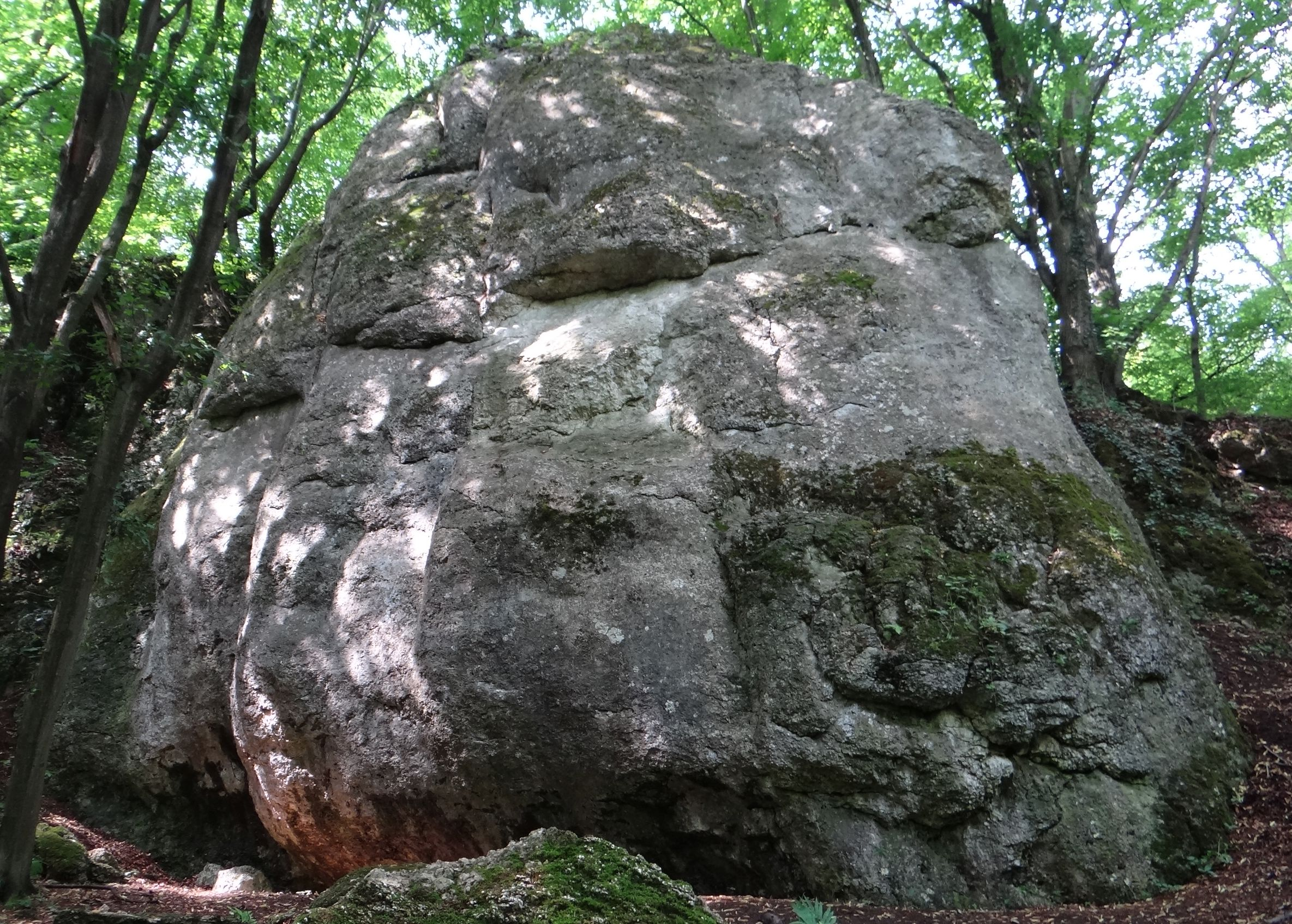
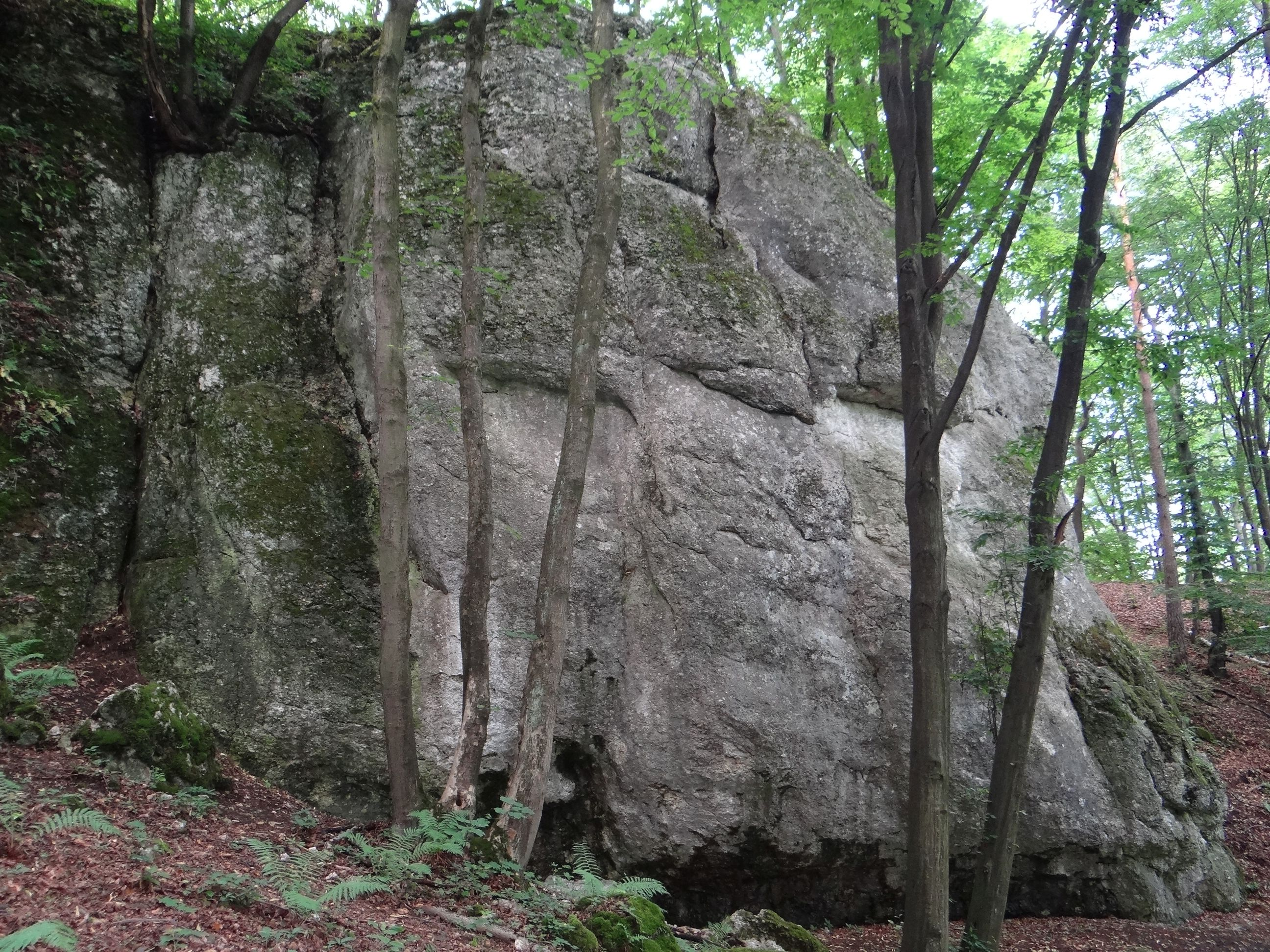
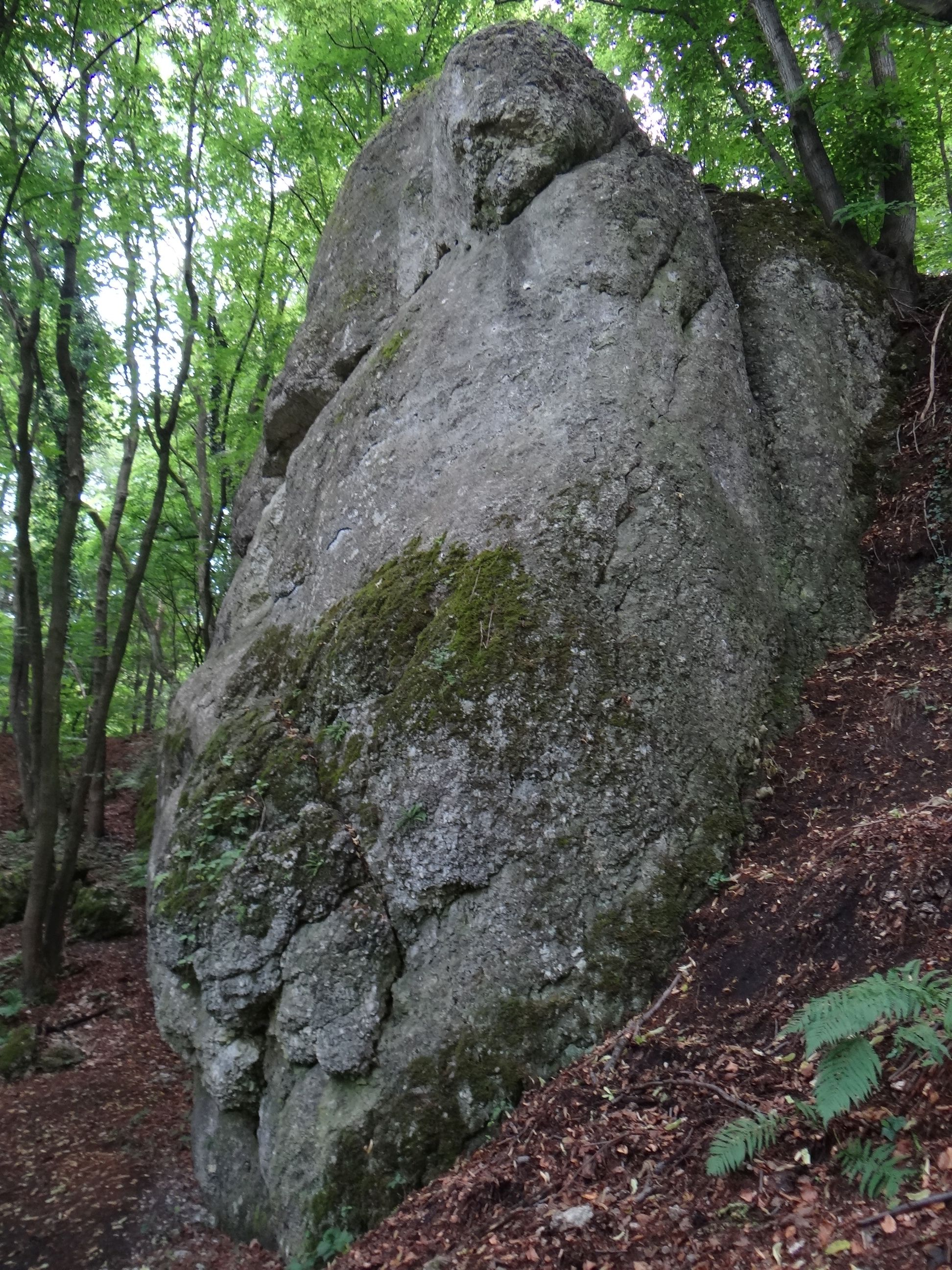
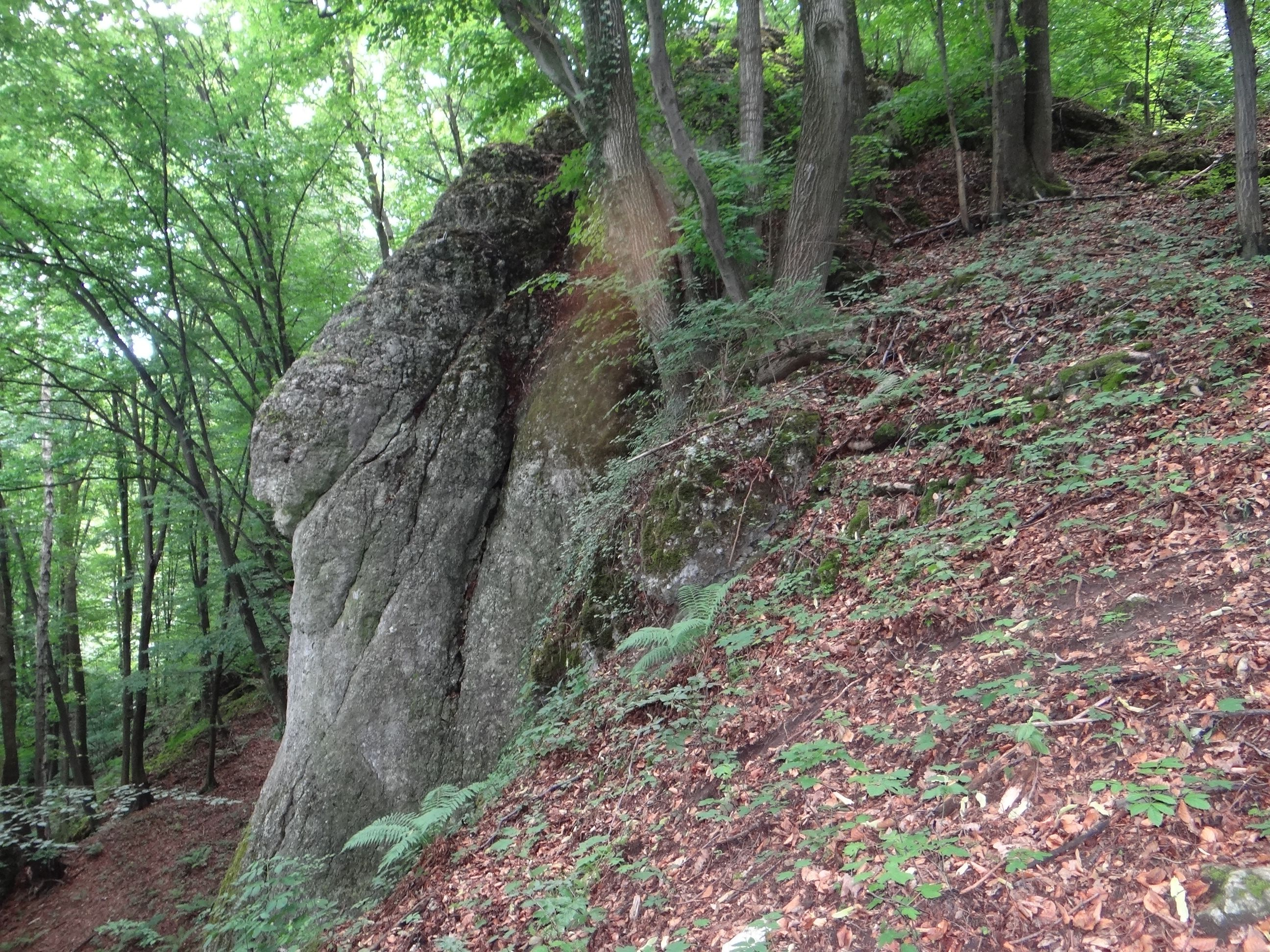

Tuż obok Walca znajduje się druga, mniejsza skała wspinaczkowa – Kochanka.